# Cyriocosmus perezmilesi
Cyriocosmus perezmilesi is een spinnensoort in de taxonomische indeling van de vogelspinnen (Theraphosidae).
Het dier behoort tot het geslacht Cyriocosmus. De wetenschappelijke naam van de soort werd voor het eerst geldig gepubliceerd in 2007 door Kaderka.